# 横浜DeNAベイスターズ総合練習場
横浜DeNAベイスターズ総合練習場（よこはまディー・エヌ・エーベイスターズそうごうれんしゅうじょう）は、神奈川県横須賀市にあった野球場。プロ野球・横浜DeNAベイスターズの練習場で、同球団が運営管理していた。通称「ベイスターズ球場」。

## 歴史
DeNAは前身の大洋ホエールズ時代に川崎市中原区の多摩川河川敷近くにあった大洋多摩川グランドを練習場兼二軍本拠地として使用していた。1980年、横浜市保土ケ谷区と戸塚区の区界に設けた保土ヶ谷大洋球場（現：横浜FC東戸塚フットボールパーク in 横浜スポーツマンクラブ）に移転し、イースタン・リーグ公式戦も行われたが、交通アクセスが不便な上に観客席がなく、試合観戦に適した環境とは言い難かった。また、敷地も手狭で屋内練習場などの施設も不充分であった。
このため、大洋は横須賀市にあった親会社の大洋漁業（現：マルハニチロ）の倉庫跡に総合練習施設を整備し、1987年に「横浜大洋ホエールズ総合練習場」として開設した。一方、二軍の本拠地はその1年前に平塚球場（現：バッティングパレス相石スタジアムひらつか）へ移転した。1993年、「横浜ベイスターズ」への球団名の変更に伴い「横浜ベイスターズ総合練習場」に名称変更し、2011年12月、球団の経営譲渡と球団名変更のため「横浜DeNAベイスターズ総合練習場」に変更した。
メイン球場のフィールドは本拠地の横浜スタジアムとほぼ同じサイズで、三塁および左翼場外に室内練習所と合宿所がある。ただし、イースタン・リーグ公式戦は主に横須賀スタジアムと平塚球場で開催しており、東北楽天ゴールデンイーグルス戦を除いては本球場が使用されるケースは少ない（シーズン終盤に行われる雨天中止分の振替開催で使用されることがある）。ただし、春季および秋季に行われる教育リーグ（二軍オープン戦）の二軍主催試合やイースタン・リーグチャレンジマッチ フューチャーズ戦は本球場で行われることが多い。
また、3塁側後方には横須賀港を控えており、海上自衛隊の護衛艦が停泊している様子を見ることもできる。
なお、練習場や宿舎が左翼外にあるため、ホームチームのDeNAはイースタンリーグや教育リーグなどの公式戦において3塁側ベンチを使用する。
2017年の日本シリーズ第1戦・第2戦において、Xリーグで使用されていた横浜スタジアムの代替としてグラウンドを利用してのパブリックビューイングを行うことが予定されていたが、雨天によるグラウンドコンディション不良のため両日ともに中止された。
2019年、当練習場が築30年を越え、老朽化が激しいことや、追浜公園にある試合会場の横須賀スタジアムと距離が離れていることなどから、ファーム拠点の一体化を図るために、ファームの合宿所と練習場を追浜公園（DOCK OF BAYSTARS YOKOSUKA）に移転し、当練習場は閉鎖になる。
練習場跡地については旧選手寮と共に海上自衛隊横須賀地方総監部の用地として、防衛省南関東防衛局が取得する方向で調整しており、2020年度以降に同跡地を所有しているマルハニチロアセットから購入する予定であると2019年11月に横須賀市に通知している。

## 施設概要
- 両翼：94 m、中堅 120 m
- 内野：クレー舗装、外野：天然芝
- 照明設備：なし
- 収容人員：367人

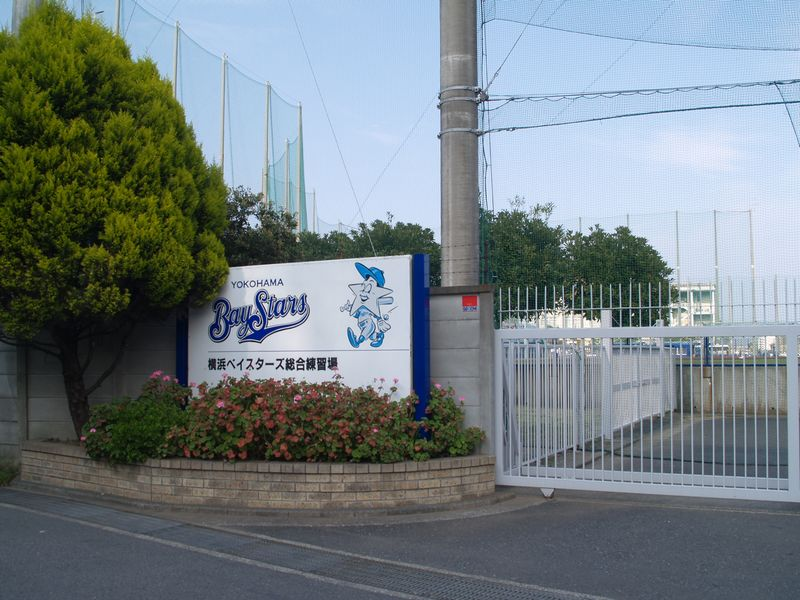
外野後方より

- ダッグアウト：ホーム(3塁側)・ビジター(1塁側)
  - 観覧可能箇所はネット裏のメインスタンドのみ。多客時には外野スタンドも開放されるが、それ以外の箇所は立入禁止となっている。
  - 太鼓・トランペットを使用しての応援は禁止。

## 交通
- 京急本線安針塚駅から徒歩約10分
- 横須賀線田浦駅から徒歩約12分